# Gummo
Gummo ist ein US-amerikanischer Spielfilm von Harmony Korine, der auch das Drehbuch schrieb, aus dem Jahr 1997.

## Handlung
Der Ort Xenia in Ohio wurde 1974 von einem Tornado verwüstet und hat sich auch zwanzig Jahre später nicht davon erholt. Die episodenhafte Handlung zeigt das oftmals harsche Leben einiger vorwiegend jugendlicher Bewohner der Kleinstadt. Auf sich selbst gestellt in einer Welt, in der Erwachsene „Alkoholiker, Vergewaltiger, Pornographen, Knastbrüder, wahnsinnig“, zumeist aber einfach abwesend sind, hängen sie „auf Betonveranden herum, schießen mit Luftgewehren auf Katzen, schnüffeln Klebstoff, ernähren sich von Corndogs und Milchshakes“ und „spielen im Schatten ihrer verkümmerten Familienbäume“.

## Produktionshintergrund
Gummo wurde hauptsächlich an nur wenig veränderten authentischen Schauplätzen in den Armenvierteln von Korines Heimatstadt Nashville gedreht. Ähnlich zum Film Kids, der ebenfalls auf einem Drehbuch von Harmony Korine beruht, hatten die meisten Darsteller wenig oder keine Schauspielerfahrung – unter den 40 Mitwirkenden befanden sich mit Jacob Reynolds, Linda Manz, Chloë Sevigny und Max Perlich nur vier professionelle Schauspieler. Nick Sutton (Tummler) war dem Regisseur in einer mit „My child died from sniffing paint“ betitelten Ausgabe der Tabloid-Fernsehtalkshow „Sally Jessy Raphael“ aufgefallen; andere Darsteller waren Jugendfreunde und Bekannte des Regisseurs oder wurden in der Vorproduktionsphase auf den Straßen, in Fastfood-Restaurants oder Bowling-Alleen von Nashville gecastet.
Chloë Sevigny entwarf für den Film ihres damaligen Freundes Korine zusätzlich die Kostüme.

## Soundtrack
Die Filmmusik stammt überwiegend von Bands aus der Metal-Subkultur; vertreten sind unter anderem Bathory mit dem Lied Equimanthorn, Sleep mit dem Song Dragonaut, Eyehategod, Mystifier, The Electric Hellfire Club, Absu, Burzum, Nifelheim und Bethlehem. Einige Stücke wurden exklusiv für den Film aufgenommen oder editiert. Zu hören sind aber auch Madonnas Like A Prayer, Roy Orbisons Ballade Crying und eine historische Feldaufnahme des von der Folksängerin Almeda Riddle gesungenen Kinderliedes My Little Rooster.

## Rezeption
Gummo spaltete die Kritiker, einige schätzten den Film außerordentlich, andere befanden ihn für geschmacklos. Er wurde unter anderem mit dem FIPRESCI-Preis bei den Internationalen Filmfestspielen von Venedig ausgezeichnet. Der Film wurde vielfach als provokant empfunden. Beispielhaft schrieb V.A. Musetto für die New York Post, Gummo sei „kein Film für Katzenliebhaber“: „Wie ein aufmerksamkeitssüchtiges Kind will der Klugscheißer verzweifelt direkt sein – beleidigen und provozieren. Und er macht einen verdammt guten Job, um das hinzubekommen.“
Regisseur Werner Herzog lobte Gummo und nannte ihn einen „Science-Fiction-Film“, der mit „zärtlichen Augen“ einen Blick auf die Folgen des Verlustes von Seele und Spiritualität zeige. Gus Van Sant fand die Darstellung des amerikanischen Kleinstadtlebens „erfrischend realistisch und ergreifend traumhaft“.
Der Filmdienst schrieb dagegen eher skeptisch: „Ein betont provokativ angelegter Blick auf die amerikanische Provinz voller formaler Experimente, wobei Tristesse und Erbärmlichkeit eher ausgestellt werden, als dass sie zum Thema gemacht würden. Ein Panoptikum, dessen Personenarsenal mitleidlos vorgeführt wird.“ Richard Williams vom Guardian lobte die Kameraarbeit des Filmes, zeigte sich aber insgesamt enttäuscht: Der Film wirke nicht realistisch und der Blick von Regisseur Korine auf seine Figuren wirke „kaltherzig“.